# Имам Коли хан (Бухара)
Имам Коли хан (на узбекски: Imom Quli) е хан на Бухара от Аштарханидската династия, управлявал в периода 1608-1644 г. Воювал с казахите и калмиките, поддържал отношения с Русия. Руският посланик при него бил Иван Данилович Хохлов.